# Asociación de Atletismo del Sur Chubut
La Asociación de Atletismo del Sur del Chubut (o AASCh) es el órgano responsable del atletismo en los departamentos de Río Senguer, Sarmiento, Escalante y Florentino Ameghino de la provincia del Chubut, Argentina. Fue fundada el 8 de agosto de 2009 y se encuentra afiliada a la Federación de Atletismo del Chubut. La sede  de la AASCh se encuentra en Comodoro Rivadavia.

## Historia
El 31 de julio de 1945 se fundó la Federación de Atletismo de Comodoro Rivadavia (FACR), dando inicio de esta forma al atletismo federado, no solo en Chubut, sino en la Patagonia. En la década del 60 la FACR amplía sus límites para toda la provincia, pasando a llamarse Federación de Atletismo del Chubut. Medio siglo después varios clubes de la zona sur se reúnen para dar lugar a la Asociación regional.

## Presidentes de la AASCh
- Enrique Campillay 2009-2010
- Gastón Fuentealba 2011-2012
- Ramón Flores 2012-2014
- Sergio Izquierdo 2015-2016
- Oscar De Brito 2017-2018
- Mariano Pérez 2019-2024
- Gastón Fuentealba 2024-

## Instituciones fundadoras
- Asociación Comodorense de Atletas Masters
- Club General Saavedra
- Club General Roca
- Escuela Municipal de Atletismo de Comodoro Rivadavia
- Federación Deportiva
- Gimnasia y Esgrima (Comodoro Rivadavia)
- Santa Lucía Golf Club